# Valdiviana
Valdiviana is een muggengeslacht uit de familie van de langpootmuggen (Tipulidae).

## Soorten
- V. edwardsina Alexander, 1929
- V. shannonina Alexander, 1929
- V. synempora Alexander, 1929